# Nicole Oliver

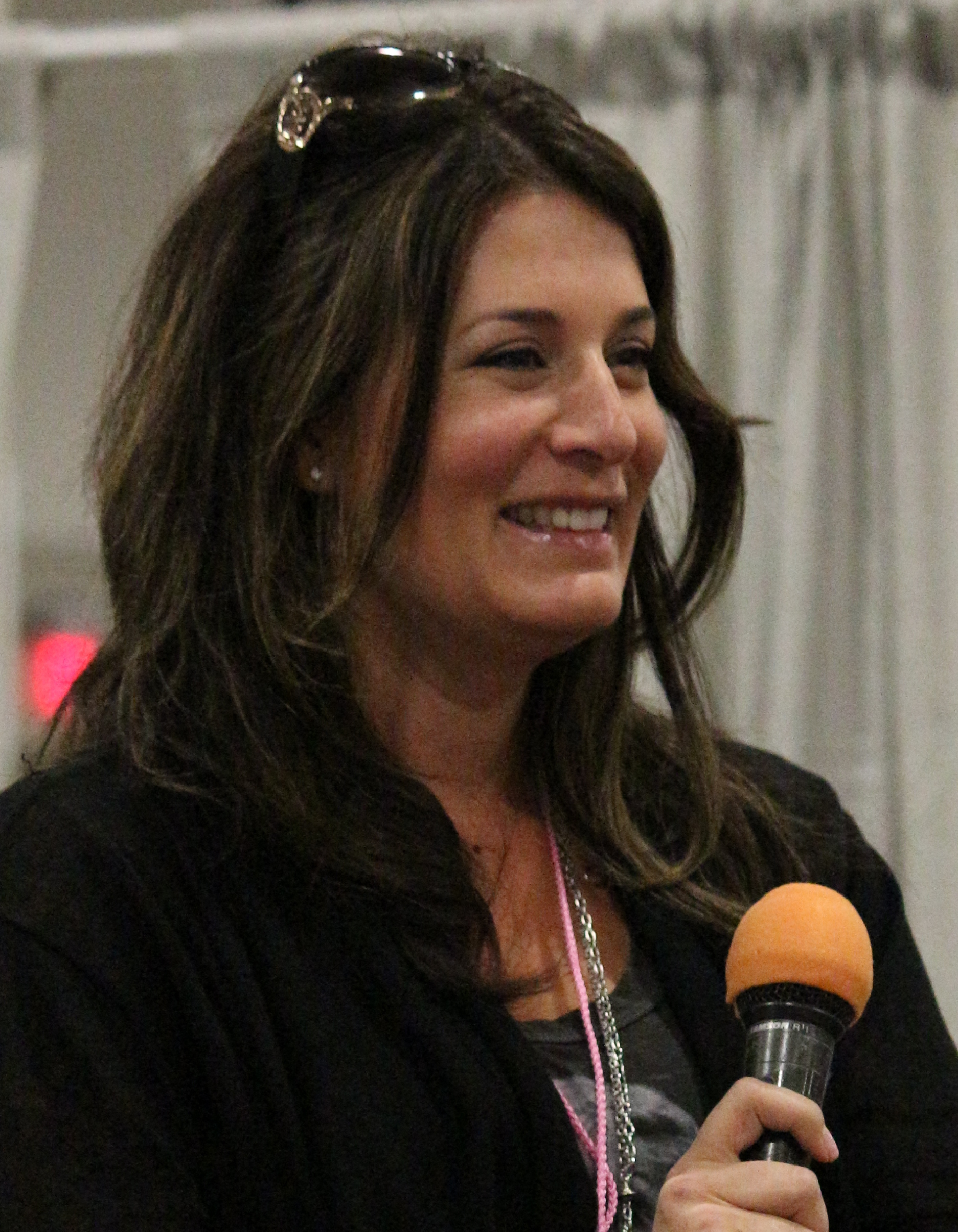
Nicole Oliver, 2013

Nicole Oliver (* 22. Februar 1970 in Ottawa) ist eine kanadische Synchronsprecherin und Schauspielerin.

## Leben
Nicole Oliver wird seit Mitte der 1980er Jahre regelmäßig als Stimme für Zeichentrick und Animationsfilme gebucht. Zudem hat sie als Synchronsprecherin auch in verschiedenen Videospielen, wie beispielsweise in der Warhammer-40,000-Reihe oder in der Dynasty-Warriors-Reihe, mitgewirkt.
Nachdem Oliver mit ihrer Familie nach Toronto gezogen war, studierte sie an der örtlichen York University. Dort schloss sie 1991 ihren Bachelor of Fine Arts in Theaterwissenschaften mit Auszeichnung ab. Später führte sie ihre Studien in London und in Oxford, an der British American Dramatic Academy, weiter.
Nicole Oliver ist seit dem 31. März 2002 mit dem preisgekrönten Komponisten Chris Ainscough verheiratet. Ihre gemeinsamen Kinder, William (* 3. August 2003) und Grady Ainscough (* 22. Juni 2007), waren bereits beide in der Vergangenheit als Schauspieler tätig.
Seit 2010 synchronisiert sie in der Serie My Little Pony die Figur Prinzessin Celestia. Weitere Serien mit ihr sind Littlest Pet Shop oder Bob der Baumeister. In kleineren Rollen ist sie auch als Schauspielerin in Fernsehserien tätig.
Im Jahr 2011 erhielt sie ihren Abschluss als Master of Arts in Kommunikation an der Royal Roads University in Victoria (British Columbia, Kanada).

## Synchronrollen (Auswahl)
- 1986–1988: Mezon Ikkoku als Kuroki
- 2000–2002: Mimis Plan als diverse Rollen
- 2001–2002: Arms als Kei Kuruma
- 2002–2004: He Man and the Masters of the Universe als Sorceress
- 2006: Barbie in: Die 12 tanzenden Prinzessinnen als Ashlyn
- 2006–2007: Demashita! Powerpuff Girls Z als Miss Bellum
- 2007–2008: Eon Kid als Black Beauty
- 2009: Barbie und Die Drei Musketiere als Corinnes Mutter
- 2010–2019: My Little Pony – Freundschaft ist Magie als Prinzessin Celestia
- 2012–2016: Littlest Pet Shop – Tierisch gute Freunde als Zoe Trent
- 2013: My Little Pony: Equestria Girls als Prinzessin Celestia
- 2013–2014: Paket von X als Mrs. Zembrovski
- 2013–2015: Max Steel als Molly
- 2014: My Little Pony: Equestria Girls – Rainbow Rocks als Prinzessin Celestia
- 2015–2017: Bob der Baumeister als Mayor Madison
- 2015–2017: Nexo Knights als Queen Halbert
- 2016: Ninjago als Dogshank
- 2017: My Little Pony – Der Film als Prinzessin Celestia
- 2017–2018: Super Monsters als Cleos Mom
- 2023: Ninjago: Aufstieg der Drachen als Kaiserin Beatrix